# Brian Gionta
Brian Joseph Gionta (Rochester, 18 gennaio 1979) è un hockeista su ghiaccio statunitense.

## Carriera
Gionta iniziò giocando per il Boston College, tra il 1997 ed il 2001, anno in cui risultò il miglior giocatore della divisione Hockey East. Fu scelto al draft NHL nel 1998 dai New Jersey Devils, con cui esordì solo nel 2001, alternandosi con gli Albany River Rats, la squadra satellite in AHL. Nella stagione 2002-2003 vinse la Stanley Cup, e divenne capitano della squadra. A causa del Lock-Out, giocò brevemente per i River Rats nella stagione 2004-2005. Nel campionato successivo, Gionta realizzò 48 gol, superando il precedente record storico di gol in una sola stagione da parte di un giocatore dei Devils, precedentemente detenuto da Pat Verbeek. Il 27 ottobre 2007 segnò il primo gol nella storia dei Devils al Prudential Center, nella partita persa per 4-1 con gli Ottawa Senators.
Il 1º giugno 2009 Gionta passò ai Montreal Canadiens, squadra di cui il 29 settembre 2010 è diventato capitano.
Il 1º luglio 2014 è passato ai Buffalo Sabres. Con la maglia dei Sabres ha raggiunto le 1000 presenze in NHL il 27 marzo 2017. Alla scadenza del contratto nell'estate del 2017 rimase senza squadra, e Gionta fu contattato dal Team USA per prendere parte alle competizioni internazionali, tornando a vestire la maglia della nazionale degli Stati Uniti dopo oltre undici anni.. Successivamente fu convocato per i giochi olimpici invernali di Pyeongchang 2018, e della nazionale fu nominato capitano.
Nel gennaio 2018 sottoscrisse un contratto per disputare un solo incontro con la maglia dei Rochester Americans, squadra con cui si allenava già dal precedente mese di ottobre in vista della partecipazione olimpica.

## Vita privata
Suo fratello Stephen ha giocato in NHL per i New Jersey Devils ed i New York Islanders.

## Palmarès

### Club
- Stanley Cup: 1

Devils: 2002-2003